# WM・P88
WM・P88（Welter-Meunier P88）は、フランスのレーシングチームであるウェルター・ムニエ（WM）が、1988年のル・マン24時間レース参戦用に開発したグループC規定のレーシングカーである。エントリー名から「セカテバWMプジョー」としても知られる。
サルト・サーキットにおいて405km/hという最高速度を記録したことで知られ、この記録は2024年現在も破られていない。

## 概要
プジョーのデザイナー、ジェラール・ウェルターとミシェル・ムニエによって設立されたチームWM（Welter-Meunier）は、プジョーの支援を受けていたとはいえ、公式なワークス・チームではなく小規模なプライベーターにすぎなかった。1976年からは自製のレーシングカーでル・マン24時間レースへの参戦を始めたが、年々戦闘力を高める自動車メーカーのワークスや有力コンストラクターに対して苦戦を強いられるようになっていた。
上位勢に太刀打ちできないと判断したWMは、サルト・サーキットでの最高速記録の樹立に目標を絞り、最高速度400km/hを突破可能なマシンを開発すべく「プロジェクト400」を1987年に立ち上げた。これにより、前年型P86をベースに改良されたP87が同年のル・マン24時間レースに投入されたが、目標としていた400km/hオーバーには届かなかった。このため記録達成は持ち越しとなり、翌1988年のル・マンに投入すべく開発されたマシンがP88である。

## 構造
P88は、基本的には前年のP87をベースに改良したマシンである。
P87のボディは、前身のP86よりも滑らかな流線形のデザインとなった。全幅も大きくワイド化されているが、シャシのトレッド幅は変わっていないため、タイヤがボディの内側に大きく引っ込んだいわゆる「ツラウチ」状態となっている。抗力の低減を最優先に、後輪のみならず前輪の一部までボディで覆い隠し、空気抵抗になるエアロパーツは最小限に留めるなど、コーナリングを無視して極端にストレートスピードを重視した構造となっている。
ボディ底面には、グループCの規定いっぱいまで延長された巨大なベンチュリトンネルを備えており、ダウンフォースの大半は地面効果（グラウンド・エフェクト）に頼っている。リアウィングを持たなくとも走行は可能であったとされるが、前後の空力バランスを保つために設置された。
P88での主な改良点はボディの軽量化のほか、リアサスペンションの設計変更によってベンチュリトンネルを拡大し、ダウンフォースの増加が図られた点である。エンジンはPRV V型6気筒ツインターボを引き続き採用するが、排気量はP87の2.8Lから3.0Lに拡大され、最高出力は910PSに達した。

## 成績

### 1988年
1988年のル・マン24時間レースにはP88に加え、P87もエンジン以外はP88に準じた仕様に改装され、WMは2台体制での出走となった。P88はカーナンバー51番が与えられ、ドライバーはロジャー・ドルシー、クロード・ハルディ、ジャン＝ダニエル・ローレという布陣であった。
予選では前年に引き続き、レーダーによる速度計測に誤差が生じて実際の速度よりも遅く計測されるトラブルが発生したため、対策として決勝ではより高性能な新型レーダーが設置された。
決勝ではP88が36位から、P87が22位からスタートしたが、P87はトランスミッショントラブルのため、スタートから5時間後に22周でリタイア。P88もエンジントラブルでピットインを余儀なくされるが、3時間半の修理を経てコースに復帰した。この時ハンドルを握ったのはドルシーであった。
ピットアウトから数周のウォーミングアップを経て、チームからブースト圧を上げる許可を受けたドルシーは、ユノディエールで400km/hオーバーの最高速トライアルを敢行する。1988年6月11日20時46分頃、P88はユノディエールの速度計測地点を407km/hで通過。公式には405km/hとして記録され、ル・マンにおける最高速記録を樹立した。
P88はその後も走行を続けたが、エンジンに加えて冷却系やターボチャージャー、電気系統のトラブルに立て続けに見舞われ、スタートから12時間後の6月12日2時頃、59周でリタイアした。

### 1989年
最高速記録樹立という目標を達成したWMは、ル・マン完走を次なる目標とし、P87とP88を改装したP489（カーナンバー51、52）を1989年のル・マン24時間レースに投入した。しかし、51号車は火災により決勝に出走できず、残る52号車も決勝では度重なるトラブルのため、ピットインが大幅に長引いて最後方に沈む。6月11日の朝方にはユノディエールを高速走行中に後輪がバーストし、スタートから21時間後の同日正午頃、インディアナポリスで発生した火災のため110周でリタイアとなった。
なお、この年はメルセデス・ベンツのザウバー・C9がレース中に最高速度400km/hを記録しているが、前年のP88の記録を破るには至らなかった。

## その後の動向
1990年、ユノディエールに2か所のシケインが設置されたため、P88の記録を破ることは事実上不可能となった。
レース終了後、P88はユーリエの手で保管されていたが、2012年に企業再編の一環としてオークションに出品された。